# Алгабас (Мактааральський район)
Алгаба́с (каз. Алғабас) — село у складі Мактааральського району Туркестанської області Казахстану. Входить до складу Бірліцького сільського округу.
Населення — 1764 особи (2021; 1878 у 2009, 1777 у 1999, 1412 у 1989).